# أبرشية بينيبوتا
أبرشية بينيبوتا (اللاتينية: Dioecesis Benepotensis) هي أبرشية سابقة وبطريركية شرفية في الكنيسة الكاثوليكية الرومانية.

## تاريخها
أبرشية بينيبوتا، في الجزائر اليوم، هي أسقفية قديمة تابعة لمقاطعة موريتانيا قيصرية الرومانية. لا يُعرف حاليًا موقع الأسقفية، ولكن المعروف هو أن أسقف المدينة حضر اجتماعًا للأساقفة المعقود في قرطاج في عام 484 على يد الملك هونيريك الفاندال.
في الوقت الحاضر، تعتبر بينيبوتا أسقفية شرفية، والمطران الحالي هو ليوبولد هيرميس جارين بروزون، من كانيلونيس.

## الأساقفة المعروفون
- هونوريوس (حوالي 484 م)
- فرانسيسكو رينديرو (1965-1967)
- خوسيه سيرفينو سيرفينو (1968-1976)
- تاديوش ريباك (1977-1992)
- ليوبولدو هيرميس جارين بروزون (2002-الحالي)